# Joe Orton
Joe Orton, angleški dramatik, * 1. januar 1933, Leicester, Anglija, † 9. avgust 1967, London, Anglija.

## Življenje

### Mladost
Angleški dramatik Joe Orton se je rodil kot John Kingsley Orton v Leicestru. Pri šestnajstih letih se je John navdušil za gledališko umetnost. Pridružil se je dramskim skupinam in se, kot amaterski igralec, zaljubil v gledališče. Da bi na odrskih deskah kar najbolj blestel, je začel z bodibildingom in govornimi vajami. Leta 1950 je zaprosil za štipendijo, ki bi mu omogočila študij na Kraljevski akademiji za gledališke umetnosti. Naslednje leto se je preselil v London, se vpisal na akademijo in tam spoznal sedem let starejšega Kennetha Halliwella. Navdušil se je nad njegovo sofisticiranostjo, svetovljanstvom, v njem je videl mentorja, ki ga zna usmerjati, svetovati, kaj naj bere, koga naj spoštuje, kako naj se oblači … Orton si je že v času študija omislil svoj ženski alter ego z imenom Mrs Edna Welthorpe. Pod tem imenom je spisal številna pisma bralcev, tudi taka, kjer se je zgražal nad kontroverznostjo svojih iger, in s tem sprožal polemike. 
S Halliwellom sta postala sostanovalca, prijatelja in ljubimca. Po diplomi sta se za kratek čas preizkušala z gledališkim delom, nato sta se z združenimi močmi posvetila pisanju. Ko so njuno delo Zadnji dnevi Sodome (1957) zavrnili, sta se, ne preveč navdušena nad resnim delom, lotila »stilske preobrazbe« knjižnih naslovnic – knjižnično gradivo sta »umetniško predelala«. Tako je na primer pesniška zbirka Johna Betjemana dobila ovitek s podobo golega potetoviranega moškega srednjih let. Zabava, ki sta si jo priredila s prenavljanjem knjig, ju je stala šest mesecev zapora in 262 funtov kazni. (Danes je njuna zbirka knjig najdragocenejša v Islingtonski knjižnici.)   

### Kariera
V začetku šestdesetih let se je Orton posvetil pisanju dram. Na BBC so leta 1964 kot radijsko igro uprizorili »The Ruffian on the Stair«, gledališki krst pa je istega leta doživel z uspešnico Zabavati gospoda Sloana (Entertaining Mr Sloane). Igro so v enem letu uprizorili v New Yorku, Španiji, Izraelu in Avstraliji, po njej posneli televizijsko igro in film. John Kingsley Orton je v tem času postal Joe Orton – najobetavnejši dramatik, vzhajajoča zvezda angleške dramatike. A naslednja drama Plen ni dosegla pričakovanega uspeha; Cambridge News jo je označil kot »zelo slabo igro«. Do londonske premiere Plena  (Loot) septembra 1966 je Orton igro popravil in dodelal. The Sunday Telegraph je po premieri zapisal, »da gre za najbolj naravno, duhovito, rezko in razigrano razvedrilo izpod peresa mladega britanskega dramatika tega desetletja«. 
Najustvarjalnejši čas Ortonovega življenja je trajal od oktobra 1966 do njegove smrti avgusta 1967. V tem času se je lotil piljenja iger »The Ruffian on the Stair« in »The Erpingham Camp«, ki ju je združil v naslov »Crimes of Passion«, napisal je dramo »Funeral Games«, scenarij »Up Against It« za skupino The Beatles in končal uspešnico Kaj je videl batler, ki je uprizoritev doživela po njegovi smrti. Po njegovih kontroverznih črnih komedijah, kjer je brez zadržkov obravnaval seksualnost, gejevstvo in smrt, je nastal pojem “ortoneska”. 

### Umor iz ljubosumja
Gledališki uspehi doma in v tujini so dramatika polnili z energijo in veseljem, njegov partner Halliwell pa se je vedno bolj pogrezal v osamljenost, depresijo in ljubosumje. Halliwell ni prenesel misli, da bi ga Orton zapustil, zato ga je 9. avgusta 1967 ubil, sam pa naredil samomor. Štiriintridesetletni Joe je devetim udarcem s kladivom podlegel kasneje kot Kenneth, ki je zaužil 22 tablet z grenivkinim sokom. Ko so naslednje jutro našli njuni trupli, je bil Orton še topel. Štiri dni pred krutim umorom naj bi Orton prijatelju Petru Nolanu zaupal, da ima novega fanta in da želi končati razmerje s Halliwellom, pa ne ve, kako. Halliwell je iz nastale situacije videl samo en izhod – smrt. Zapustil je poslovilno pismo, kjer je obvestil policijo, da bodo Ortonovi dnevniki (»posebej zadnji zapisi«) pojasnili tragični dogodek. 

### Ortonova biografija na filmskem platnu
Režiser Stephen Friers je po Ortonovi biografiji “Prick up Your Ears” posnel istoimenski film z Garyjem Oldmanom (Orton), Alfredom Molino (Halliwell) in Vanesso Redgrave (Ortonova agentka Peggy Ramsay) v glavnih vlogah.

## Vir
Joe Orton, Gledališki list Drama SNG Maribor, Pornoskop ali kaj je videl batler, št. 4, sezona 2008/2009